# Nudi alla meta (Mao)
Nudi alla meta è un singolo del cantautore italiano Mao, pubblicato dalla Incipits Records e distribuito da EGEA Music nel 2019. Il singolo nasce dalla collaborazione artistica tra la scrittrice Enrica Tesio e Mao.

## Tracce
Digitale
1. Nudi alla meta – 2:59 (testo: Enrica Tesio, Mauro Gurlino - musica: Mauro Gurlino, Massimiliano Bellarosa, Aldino Di Chiano)

## Crediti
- Preproduzione: CortoCorto STUDIO (Torino)
- Prodotto da: Massimiliano “Max” Bellarosa e Aldino “DJ Aladyn” Di Chiano
- Registrazione, missaggio, mastering: Fakemen Studio (Torino)
- Produttore esecutivo: Fabrizio Gargarone
- Segretario di produzione: Danilo Samà
- Fotografia di copertina: Fabio Marchiaro
- Etichetta: Incipit Records / Egea Music M.T. s.r.l.
- Edizioni: Neuma Edizioni s.a.s.
- Distribuzione: Egea Music M.T. s.r.l. / Believe SAS
- Società di diritti d’autore: S.I.A.E. (Società Italiana degli Autori ed Editori)

## Formazione
- Mauro “Mao” Gurlino - voce, chitarra
- Massimiliano “Max” Bellarosa - chitarra, programmazioni